# سواد اطلاعاتی

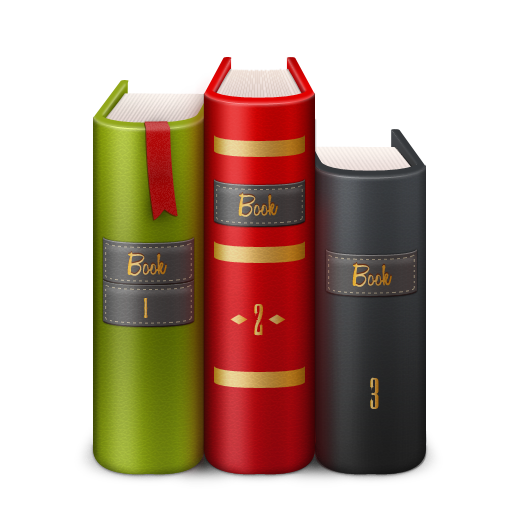
سواد اطلاعاتی

سواد اطلاعاتی مجموعه مهارت‌هایی است که فرد را قادر می‌سازد نیاز اطلاعاتی خود را تشخیص دهد، با شناسایی منابع اطلاعاتی موجود به تدوین روش جستجو در این منابع پرداخته و پس از انجام جستجو اطلاعات به دست آمده را ارزیابی کرده و به منظور تولید اطلاعات جدید پیوند لازم بین اطلاعات جدید را با دانش قبلی خود برقرار سازد.
سالهاست که کتابداران تلاش می‌کنند با استفاده از انواع ابزارها و فناوریها به‌طور مؤثر مفید، برنامه‌های آموزش استفاده از کتابخانه و منابع آن را مطابق با دانش موضوعی و حوزه تخصصی مراجعان عملی سازند. از اواسط دهه ۱۹۸۰ کتابداران دانشگاهی با استفاده از ابزارهای فناوری اطلاعات، برنامه‌های آموزش استفاده‌کنندگان را با عنوان «سواد اطلاعاتی» به جای «سواد کتابخانه‌ای» ارائه کردند.
امروز کاربران‌ اینترنت می‌توانند با بهره‌گیری از منابع موجود در وب‌سایت کتابخانه مهارت‌های سواداطلاعاتی خود را ارتقاء بخشند و استفاده بهتری از اطلاعات به عمل آوردند. به منظور کاربرد صحیح منابع اطلاعاتی الکترونیکی، محققان باید تا حد امکان سواد رایانه‌ای و سواد اطلاعاتی خود را ارتقاء بخشند و بهترین ابزار برای‌این کار استفاده از اینترنت می‌باشد.
در تعریف بورچینال سواد اطلاعاتی به سه مهارت مربوط شده‌است : یافتن ، حل مشکلات و تصمیم گیری. وی نیز همچون زورکوفسکی بر مهارت حل مسئله تأکید کرده‌است.

## استانداردهای سواد اطلاعاتی
انجمن کتابخانه‌های دانشکده‌ای و پژوهشی نیز در ژانویه ۲۰۰۰، استانداردها و شاخص های عملکرد و بروندادهایی را برای اندازه‌گیری میزان برخورداری از توانایی مربوط به سواد اطلاعاتی با عنوان «استاندارد قابلیت‌های سواد اطلاعاتی برای آموزش عالی» تصویب و منتشر کرد.
در استاندارد نخست این انجمن تأکید می‌شود دانشجویی که از سواد اطلاعاتی برخوردار است ماهیت و گستره نیاز اطلاعاتی خود را تشخیص می‌دهد.
در استاندارد دوم دانشجوی دارای سواد اطلاعاتی به شیوه‌ای مؤثر و کارآمد به اطلاعات مورد نیاز دسترسی پیدا می‌کند.
در استاندارد سوم تأکید می‌شود که دانشجوی دارای سواد اطلاعاتی به روش نقادانه به ارزیابی اطلاعات گردآوری شده می‌پردازد و اطلاعات گزینش شده را با دانش پیشین خود تلفیق و نظام را ارزیابی می نماید. 
استاندارد چهارم به این می‌پردازد که فرد دارای سواد اطلاعاتی چگونه از اطلاعات استفاده مؤثر می‌کند .
در استاندارد پنجم به درک دانشجوی دارای سواد اطلاعاتی از محیط اقتصادی قانونی و اجتماعی پرداخته و یادآور شده‌است که چنین فردی به شیوه‌ای اخلاقی و قانونی به اطلاعات دسترسی پیدا می‌کند و از آن استفاده می‌کند.
پس از تدوین و تصویب این استاندارد، بخش‌های گوناگون انجمن کتابخانه‌های دانشکده‌ای و پژوهشی در سال‌های بعد استانداردهایی را در عرصه سواد اطلاعاتی برای رشته‌های گوناگون تدوین و منتشر کردند که متن فارسی آن‌ها نیز قابل دسترسی است:
استانداردهای سواد اطلاعاتی برای رشته‌های علوم و فنی/ مهندسی.
رهنمودهای مربوط به قابلیت‌های پژوهشی برای رشته‌های ادبیات انگلیسی.
استاندارد قابلیت‌های سواد اطلاعاتی برای دانشجویان مردمشناسی و جامعه‌شناسی.
رهنمودهای مربوط به قابلیت‌های پژوهشی در علوم سیاسی.
استانداردهای سواد اطلاعاتی برای روانشناسی.
رهنمودهایی برای برنامه‌های آموزشی در کتابخانه‌های دانشکده‌ای.

### عوامل مؤثر بر اهمیت سواد اطلاعاتی
1. گسترش روز افزون فناوری‌های اطلاعاتی و ارتباطی و پیوند مستمر آن با زندگی روز مره افراد
2. توسعه آموزش عالی به ویژه در مقاطع تحصیلات تکمیلی و تنوع دانشجویان و دوره‌های آموزشی
3. تخصصی تر شدن زمینه‌های مطالعاتی و تحقیقاتی در همه رشته‌های علمی
4. انفجار اطلاعات، آلودگی اطلاعات و ضرورت استخراج مناسب منابع معتبر